# Berthier-sur-Mer
Pour les articles homonymes, voir Berthier.
Berthier-sur-Mer est une municipalité du Québec, située dans la MRC de Montmagny dans la Chaudière-Appalaches. Elle est située en bordure du fleuve Saint-Laurent.

## Histoire
En 1672, le capitaine Alexandre Berthier reçoit en concession une seigneurie détachée de celle de Bellechasse et qu'il dénomme seigneurie de Berthier. Comme il acquiert plus tard une autre seigneurie qu'il nomme aussi Berthier (l'actuel Berthierville), le nom de la première devient familièrement Berthier-en-bas, car elle est située en aval de la seconde. En 1719, une première église de pierre est construite, et la paroisse Notre-Dame-de-l'Assomption est érigée en 1722 par Mgr de Saint-Vallier. L'église actuelle est achevée en 1859.
La municipalité actuelle est érigée en 1855 sous le nom de Notre-Dame-de-l'Assomption-de-Bellechasse, mais son nom courant est Berthier-en-bas. Ce n'est qu'en 1971 que le nom actuel de Berthier-sur-Mer est adopté pour se distinguer de Berthier-en-Haut, aujourd'hui Berthierville. Le mot « mer » fait référence au fait qu'à cet endroit du fleuve sa largeur est déjà de quelques kilomètres, que l'eau commence à être salée et que les marées sont importantes.

### Chronologie
- 1er juillet 1845 : Érection de la paroisse de Berthier-en-bas.
- 1er septembre 1847 : Fusion de plusieurs entités municipales pour former le comté de Bellechasse.
- 1er juillet 1855 : Le comté de Bellechasse se sépare en plusieurs entités municipales dont la paroisse de Berthier-en-bas.
- 15 mars 1969 : La paroisse de Berthier-en-bas devient la municipalité de paroisse de Berthier.
- 28 août 1971 : La municipalité de paroisse de Berthier devient la municipalité de paroisse de Berthier-sur-Mer.
- 7 février 2004 : La municipalité de paroisse de Berthier-sur-Mer devient la municipalité de Berthier-sur-Mer.

## Géographie
La municipalité est située devant la pointe nord-est de l'île d'Orléans à la limite de l'estuaire fluvial du Saint-Laurent.

## Démographie
| 1996  | 2001  | 2006  | 2011  | 2016  | 2021  |
| ----- | ----- | ----- | ----- | ----- | ----- |
| 1 227 | 1 307 | 1 239 | 1 398 | 1 555 | 1 744 |

## Administration
Les élections municipales se font en bloc pour le maire et les six conseillers.
| Berthier-sur-Mer Maires depuis 2001                                                                                  |                  |         |          |
| Élection | Maire            | Qualité | Résultat |
| 2001 | Rosario Bossé    |         | Voir     |
| 2005 | Rosario Bossé    | Voir    |          |
| 2009 | Rosario Bossé    | Voir    |          |
| 2013 | Richard Galibois |         | Voir     |
| 2017 | Richard Galibois | Voir    |          |
| 2021 | Richard Galibois | Voir    |          |
| Élection partielle en italique Depuis 2005, les élections sont simultanées dans toutes les municipalités québécoises |                  |         |          |

## Attraits

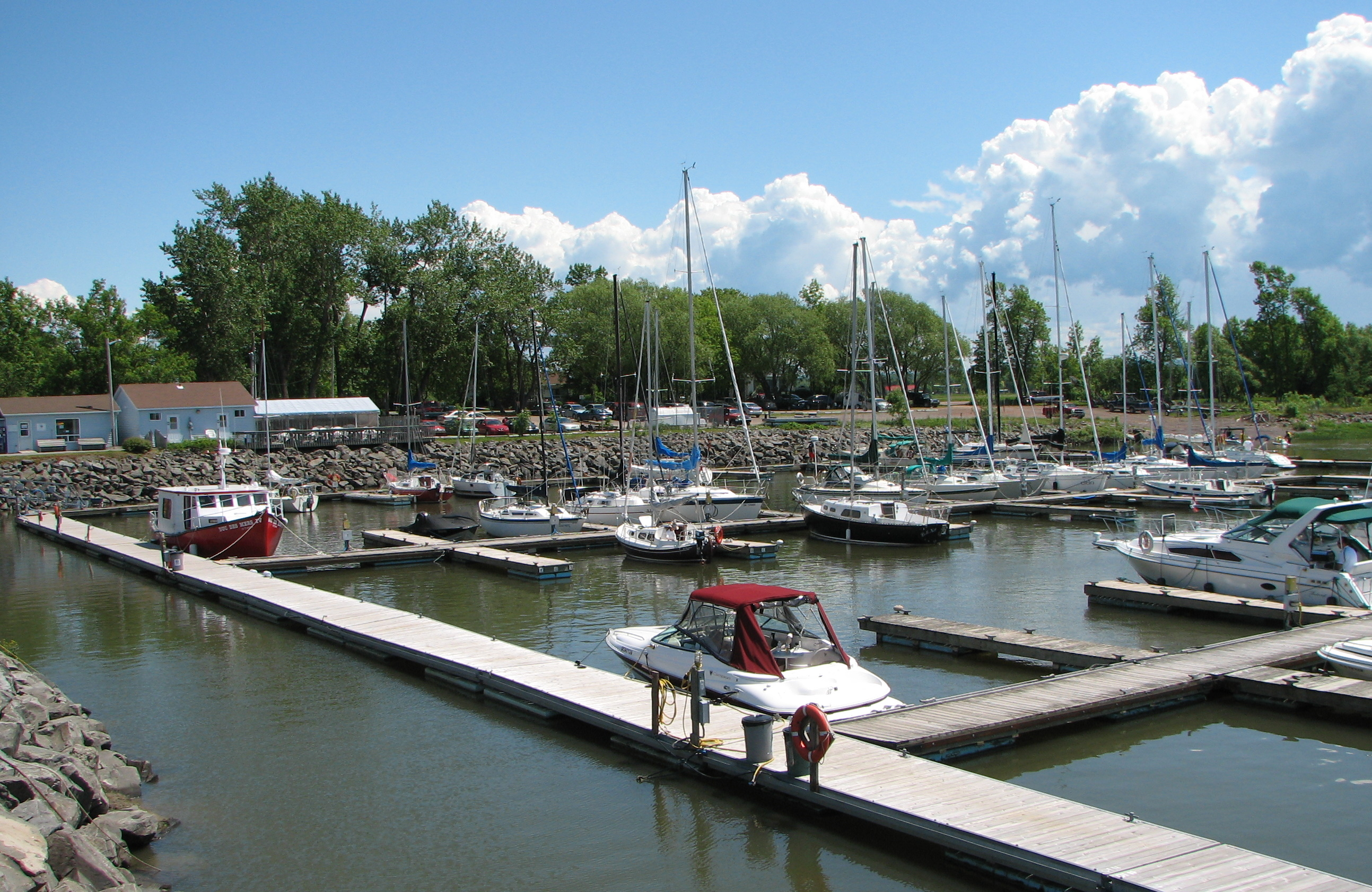
La marina.

On y trouve une plage appréciée des amateurs de planche à voile et de kitesurfing, le quai d'embarquement de la Grosse-Île, une boutique d'artisans, un parc fluvial avec stationnement pour les VR, une marina avec emplacement pour 80 bateaux, et plusieurs cafés-restaurants. C'est le point de départ des excursions vers Grosse-Île et l'archipel de l'Isle-aux-Grues.

## L'église Notre-Dame-de-l'Assomption

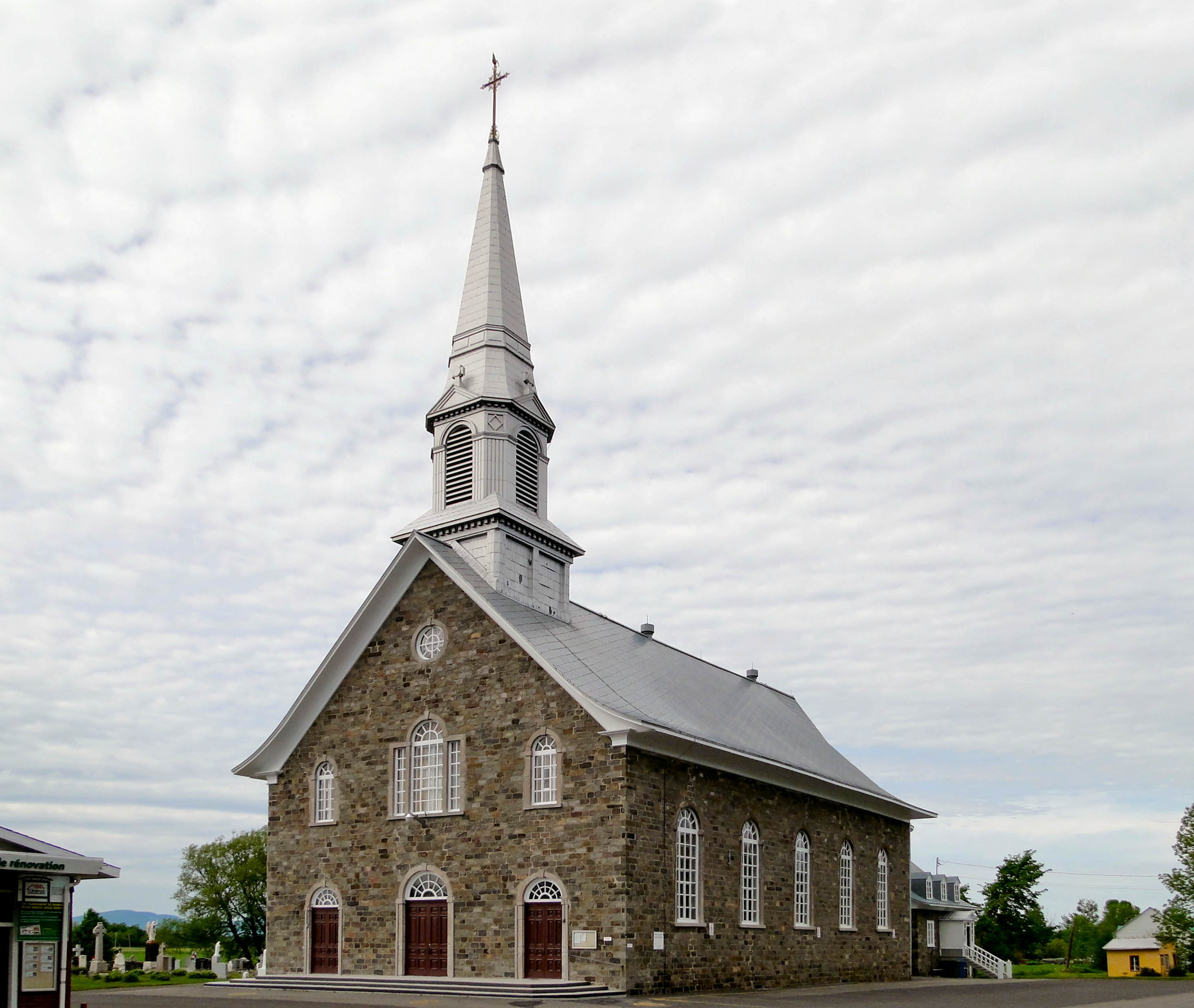
Église Notre-Dame-de-l'Assomption.

Cette église d'environ 37 m de longueur par 15 m de large est construite dans le style néoclassique typique des églises des environs. L'intérieur entièrement en bois permet une acoustique de grande qualité. On y trouve un orgue Casavant de dix jeux installé en 1929. Un autre élément remarquable est la maquette d'un trois-mâts suspendue à la voûte de la nef depuis 1873. Elle a été offerte par un groupe de navigateurs du village pour implorer la protection de saint Joseph lorsqu'ils prenaient la mer, inspirés par la tradition maritime des ex-voto.

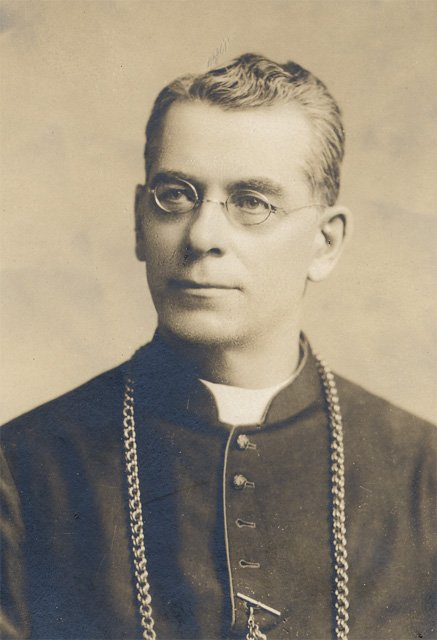
Mgr Paul-Eugène Roy.

## Personnalités liées
- Victor Allard (en) (1860-1931), maire de Berthier de 1899 à 1903 et de 1912 à 1915 ainsi que député provincial de Berthier entre 1892 et 1897[6] ;
- Paul-Eugène Roy (1859-1926), évêque catholique (lieu de naissance) ;
- Camille Roy (1870-1943), prêtre et critique littéraire (lieu de naissance) ;
- Jean-Marc Vallée (1963-2021), réalisateur (lieu de décès).

## Galerie

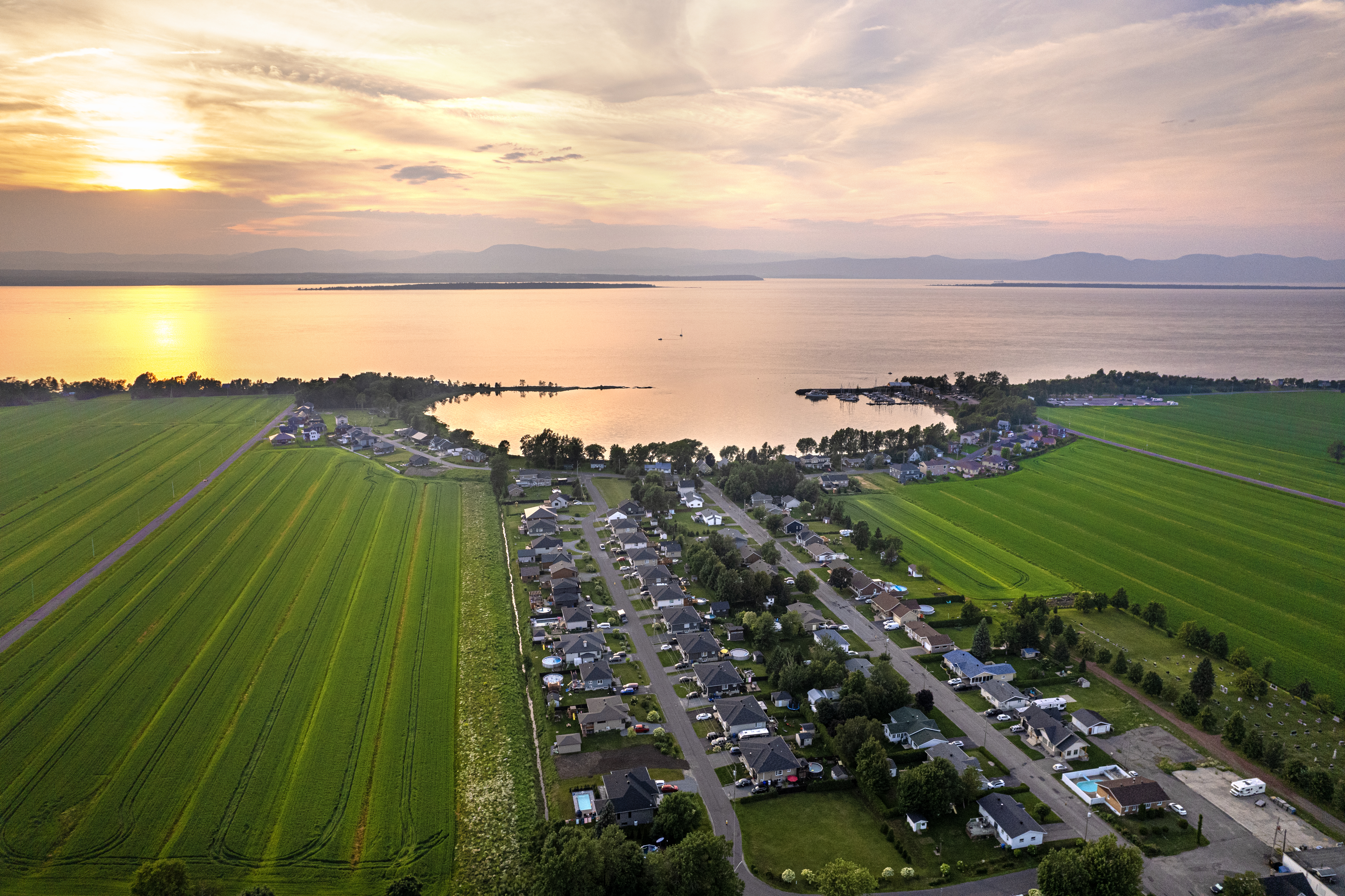
Vue aérienne de Berthier-sur-Mer et du fleuve Saint-Laurent en 2023.
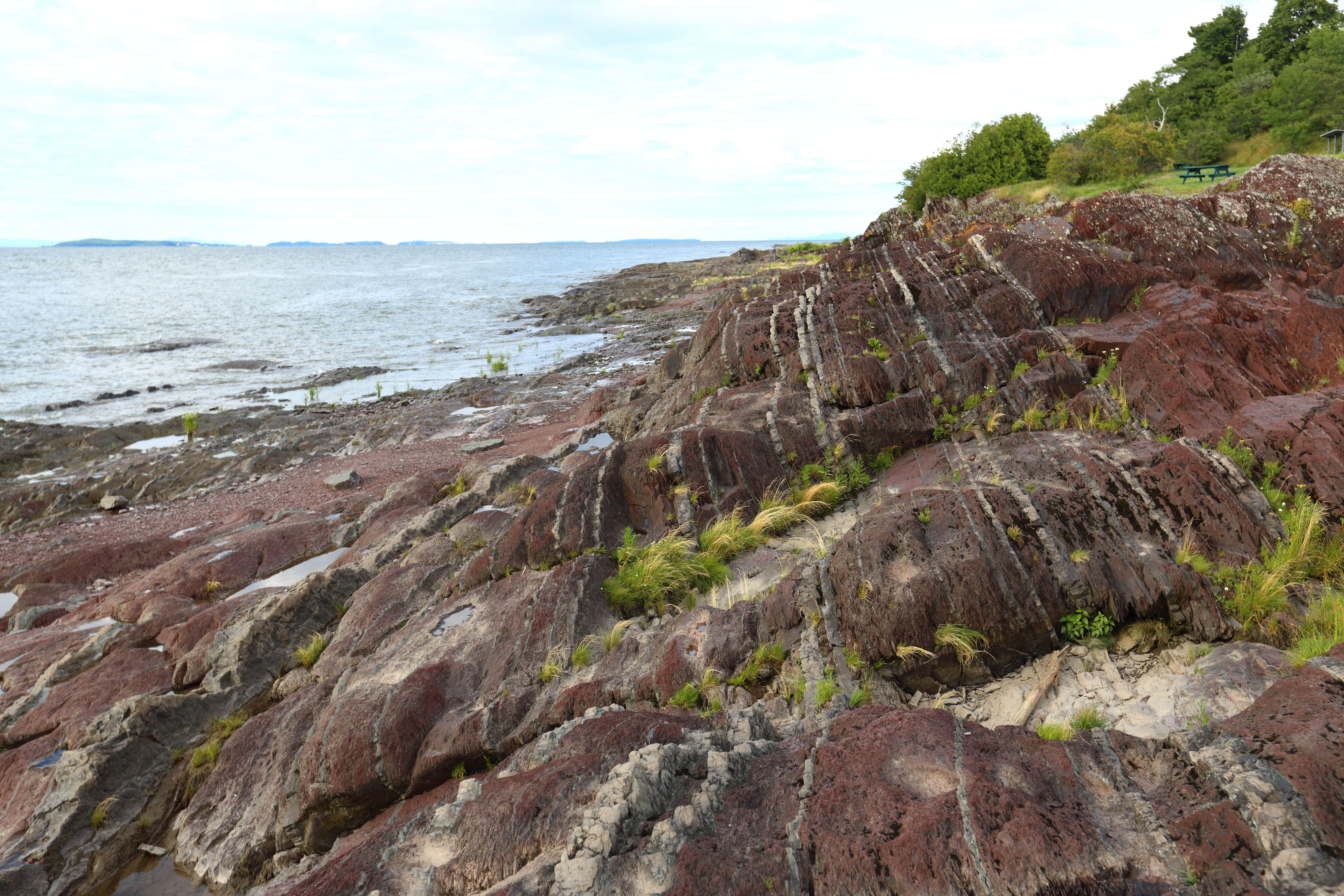
Littoral de Berthier-sur-Mer en 2016.
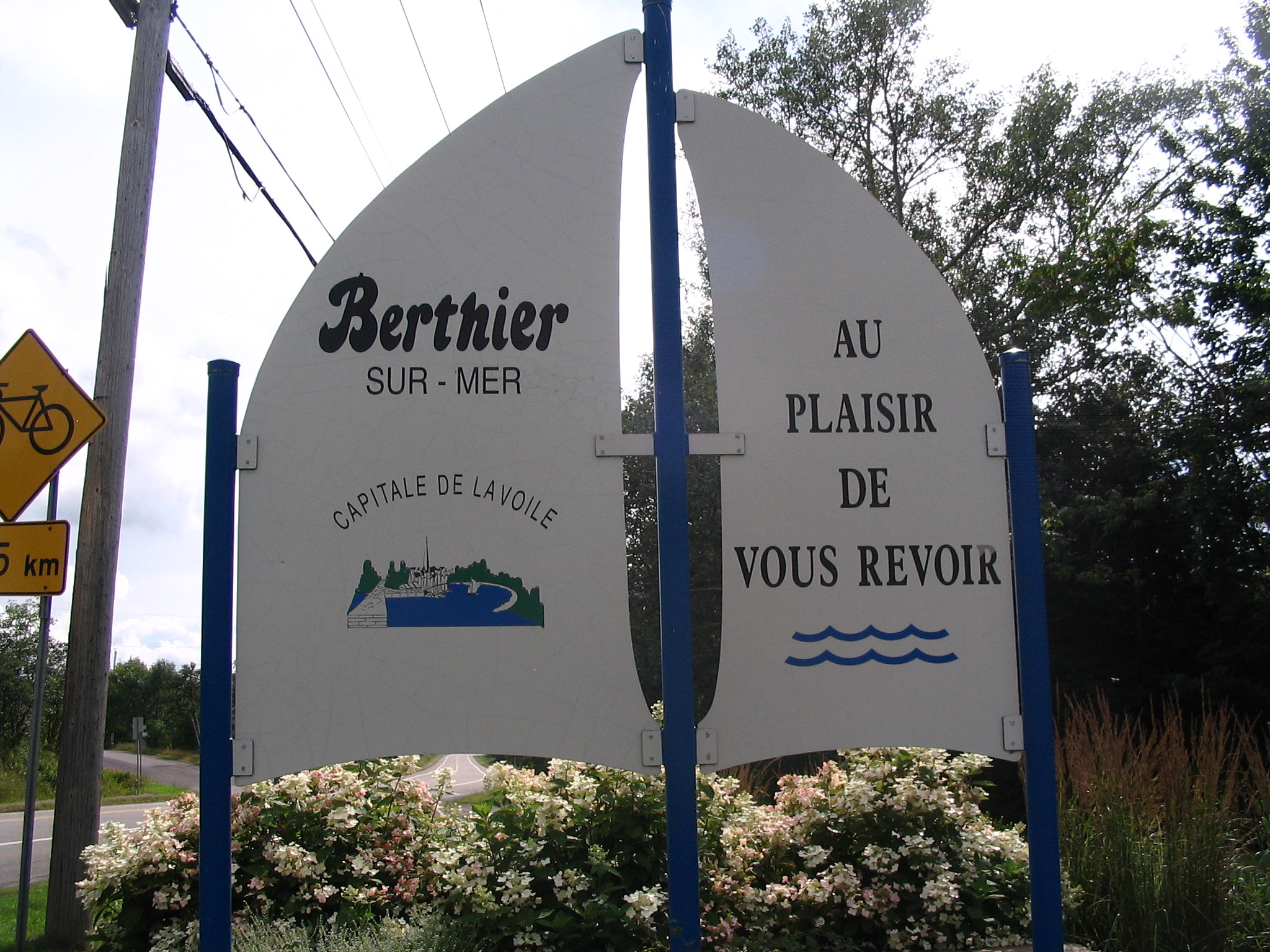
Limites de Berthier-sur-Mer en 2015.
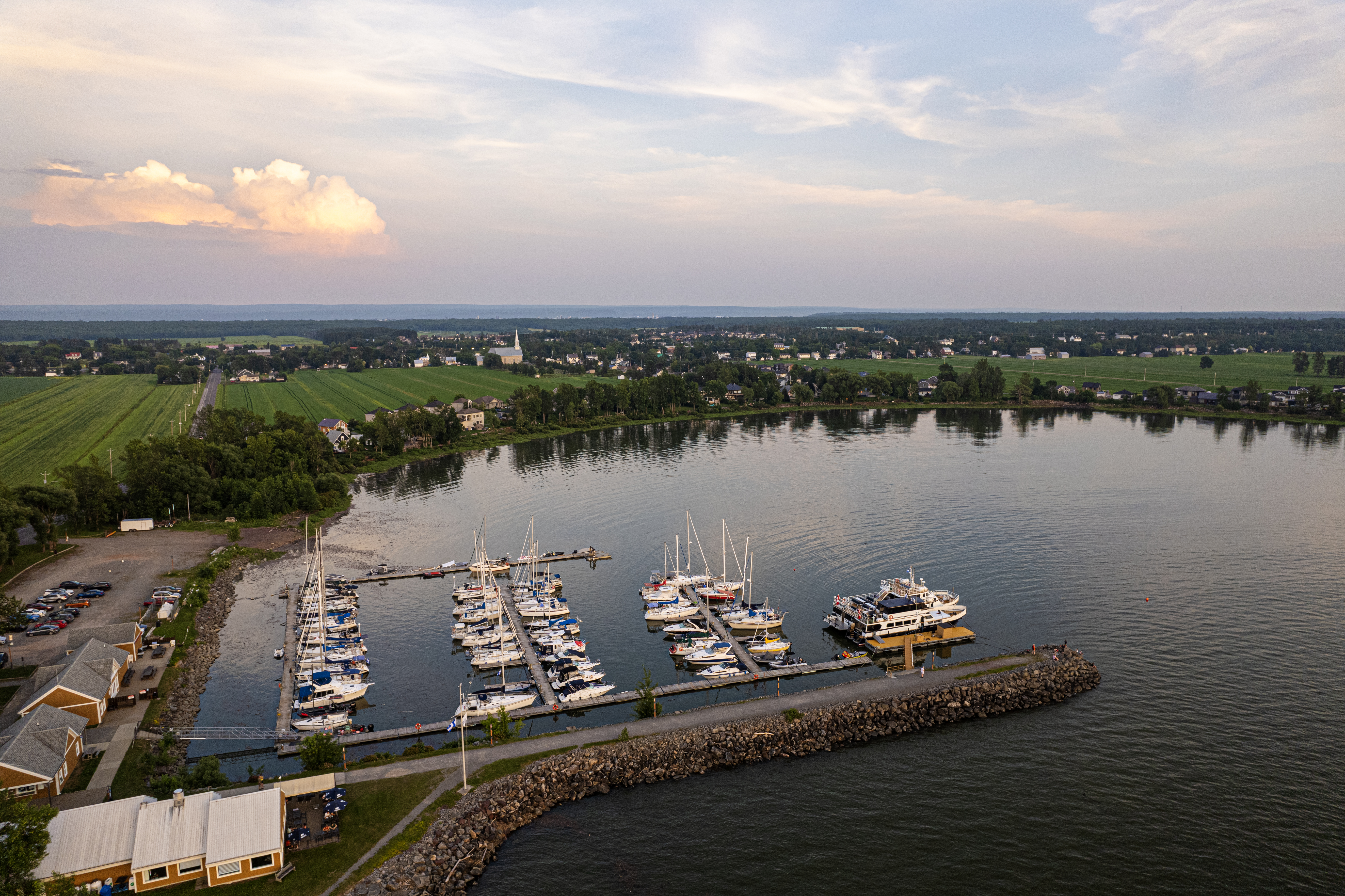
Havre de Berthier-sur-Mer en 2023.
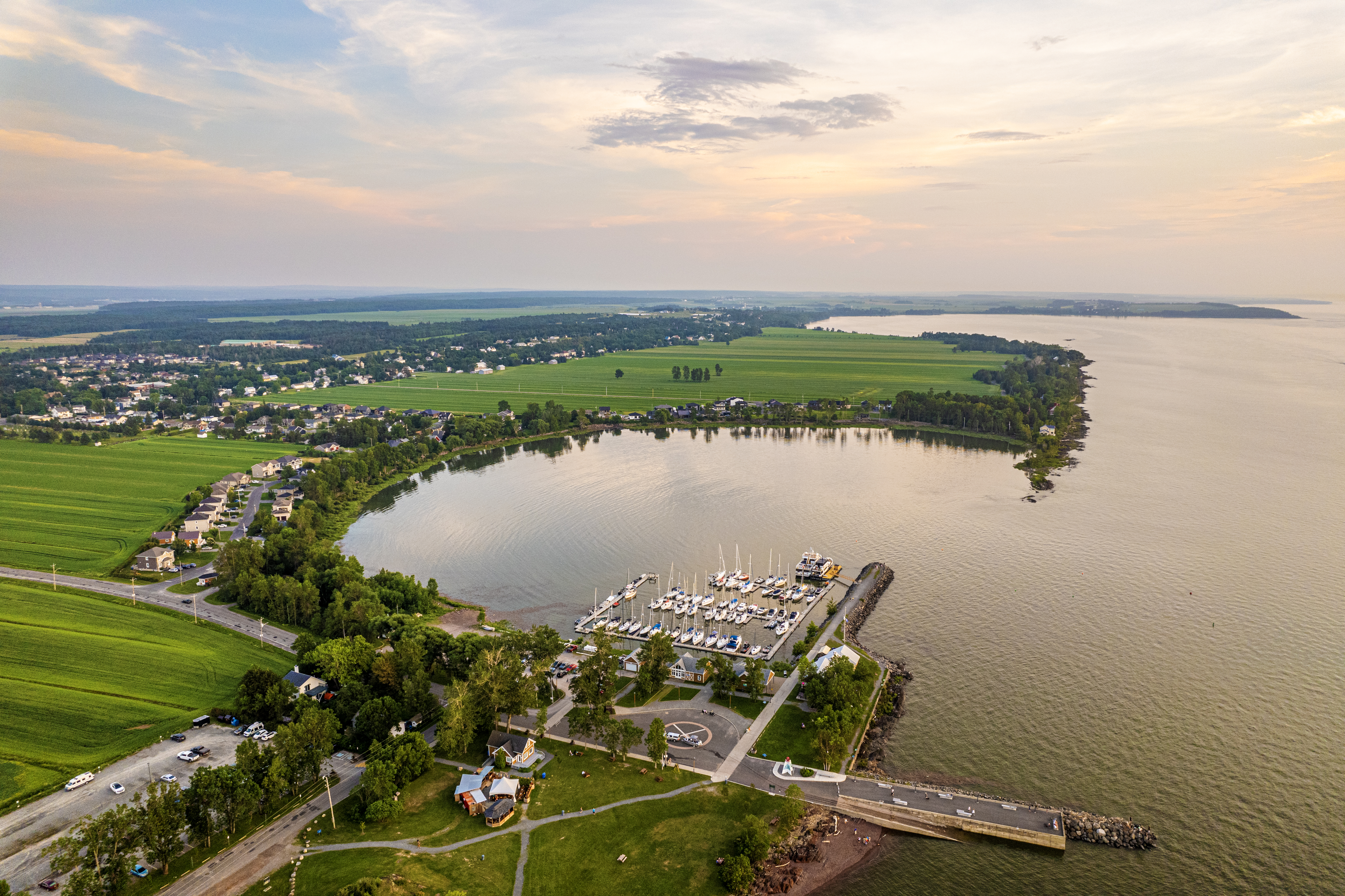
Vue aérienne du Trou de Berthier en 2023.
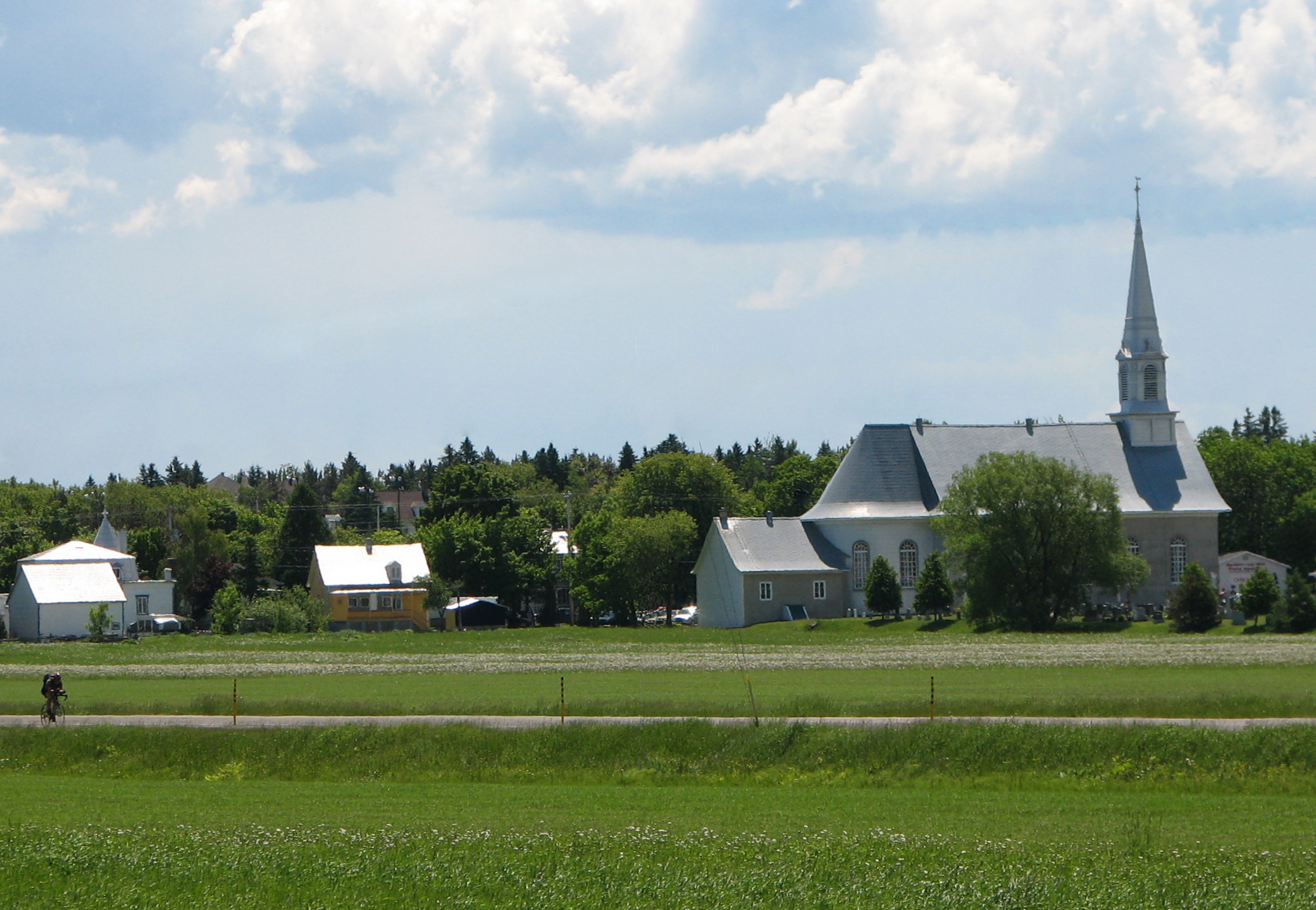
Église Notre-Dame-de-l'Assomption de Berthier-Sur-Mer en 2009.